# Philippe François de Arenberg
Philippe Françoise I Herzog von Arenberg, o Philippe François de Arenberg, Philippe François de Ligne  o incluso Felipe Francisco de Ligne (30 de julio de 1625 - 17 de diciembre de 1674), VII duque de Aarschot,  I duque de Arenberg, caballero de la Orden del Toisón de Oro, fue el primer hijo del segundo matrimonio de Felipe Carlos, conde de Arenberg (1587-1640), Conde y Príncipe de Arenberg y Duque de Aarschot, e Isabel Clara de Berlaymont (segunda esposa, de las tres que tuvo) y Condesa de Lalaing. En 1646, a los 21 años de edad, Felipe fue nombrado caballero de la orden del toisón de oro. 

## Matrimonio y descendencia

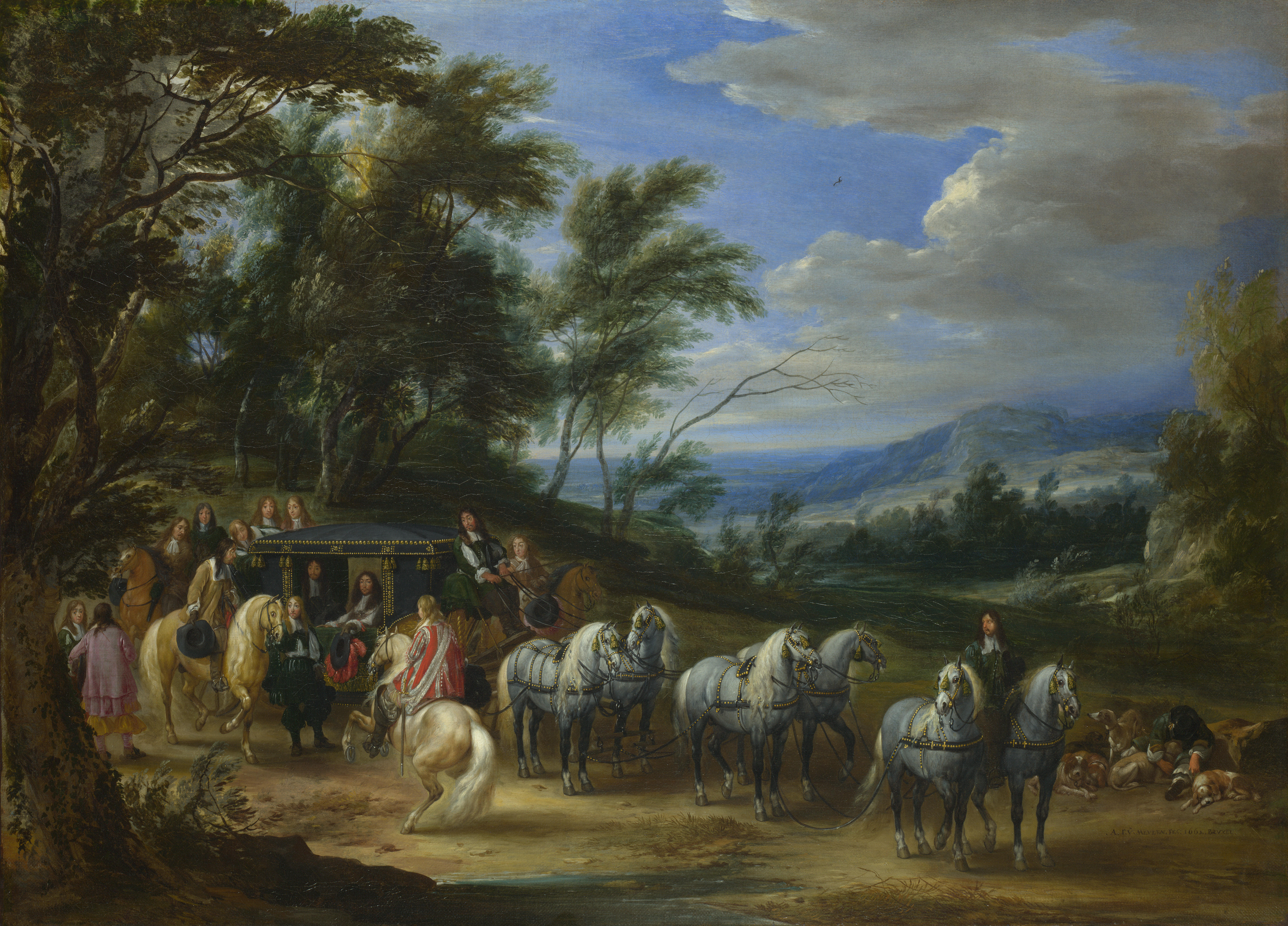
Encuentro de Arenberg con sus tropas, 1662, por Adam Frans van der Meulen

El 14 de julio de 1642 casó como la española Magdalena Francisca Luisa Esperanza de Borja y Doria (Gandía, el 16/12/1627 – 12/06/1700), hija del octavo Duque de Gandía y hermana, entre once, de Ana Francisca de Borja y Doria.
El matrimonio tuvo un hijo y una hija. Sin embargo murieron antes que él, exactamente a los 4 días y 11 años respectivamente:
1 Francisco de Arenberg (5 de septiembre de 1643 - 10 de septiembre de 1643). 
2 Isabel Clara Eugenia de Arenberg (12 de julio de 1644 - 5 de octubre de 1655).
Por ello, tras su muerte en diciembre de 1674, sus títulos pasaron a su hermanastro, Carlos Eugenio de Arenberg (1633 – 1681), segundo Duque de Arenberg, quien fue promocionado para convertirse en caballero de la orden del Toisón de Oro en el año 1678.

## Títulos
- Primer Duque de Arenberg (1645), también Aremberg, o Ahremberg, título otorgado por el emperador Fernando III de Habsburgo, transformado a partir del Condado de Arenberg (título otorgado en 1549) y Principado de Arenberg (otorgado en 1576).

- Séptimo Duque de Aarschot.

- Conde de Lalaing. Este título no pasa a su heredero, pues era su hermanastro por parte de padre, y el Condado de Lalaing le venía de la madre. Perdiéndose esta línea tras su muerte, el título pasa a Lupo Manna de Lalaing, familiar directo del hermano del primer Conde de Lalaing.

- Caballero de la Orden del Toisón de Oro en 1646, a la edad de 21 años.